# Мургенталь
Мургенталь (нем. Murgenthal) — коммуна в Швейцарии, в кантоне Аргау.
Входит в состав округа Цофинген.  Население составляет 2860 человек (на 31 декабря 2007 года). Официальный код  —  4279.